# Badissia novembria

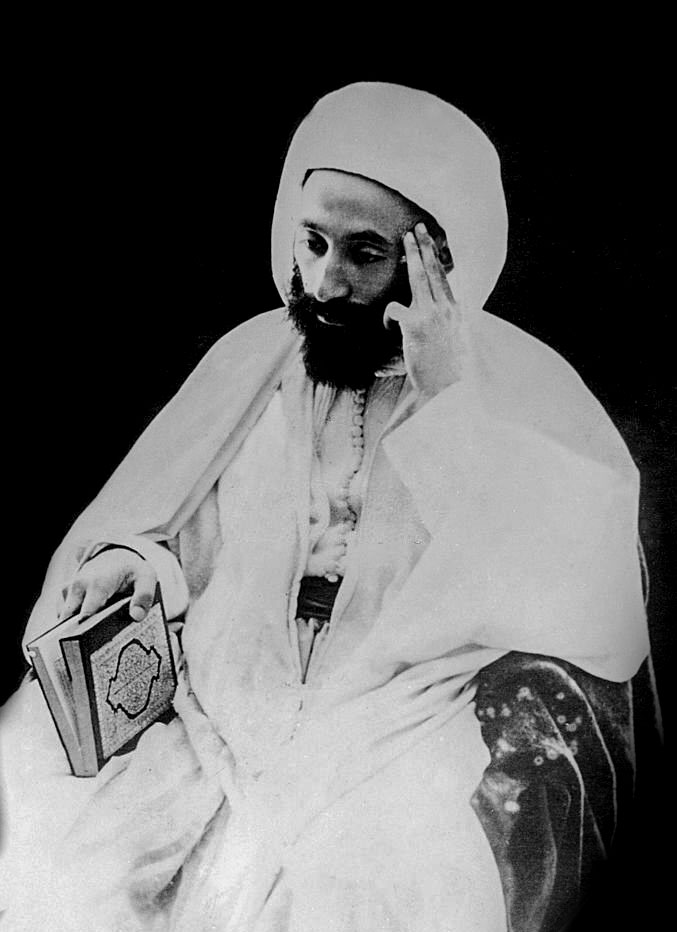
Abdelhamid Ben Badis, fondateur de l'Association des oulémas musulmans algériens et maitre à penser de la mouvance de la Badissia novembria

Badissia novembria, (en arabe : باديسية نوفمبرية) est un courant politique, apparu durant le hirak de 2019 en Algérie, un mouvement pacifique antirégime, par le biais de l'entourage d'Ahmed Gaïd Salah, Chef d'État-Major et Vice-ministre de la Défense nationale, dans le but de mettre fin à ce mouvement. Le badissia novembria est composé d'un patchwork d’idées conservatrices, rassemblant des défenseurs de l’arabo-islamisme et du panarabisme ouvertement opposés aux courants démocrate, laïc et progressiste et la négation de la dimension amazighe du peuple algérien.
Cette volonté de présenter la badissia novembria comme la seule alternative nationaliste plausible pour sauver la patrie de la dérive selon l'idéologie du mouvement, la protégeant ainsi de la mainmise des démocrates laïcs francophones, d'obédience kabyle et partisans de  Hizb França (Parti de la France).
Selon la politologue Louisa Dris Ait Hamadouche, l'opposition entre les idéaux de l'Association des oulémas musulmans algériens et ceux de la Déclaration du 1er novembre 1954, est à son tour, devenue l'une des problématiques clivantes. Ainsi, depuis que l'option du cinquième mandat du président Bouteflika est tombée, l'exhumation de référentiels historiques, aux fins d'une relégitimisation de la temporalité politique présente, s'impose dans le débat actuel.

## Histoire
|  |

L’apparition du courant badissia novembria remonte à avril 2019, quelques semaines après le début du hirak algérien, est porté par une poignée conservatrice de la population, le plus souvent marginalisée au sein des marches populaires, composée en partie par une élite souvent arabophone : journalistes et historiens un peu notoires sur la scène publique et des éléments infiltrés du « système » qui partagent une même vision : simplifier à l’extrême l’histoire nationale en l’enfermant dans un récit monolithique, centré sur une identité arabo-islamique et se  réclamant d’un double héritage, celui du réformisme religieux d’Abdelhamid Ben Badis et du nationalisme algérien. Parmi les premiers à s’en être revendiqués on retrouve les rangs islamistes, avec le hamas, à travers les déclarations de ses deux leaders, Abderrazak Makri et Aboudjerra Soltani, suivent des figures du pouvoir, dont Mohamed Djemaï, secrétaire général du FLN,.
Ils arborent des pancartes « bien confectionnées » avec les portraits de Larbi Ben M'hidi, et d'Amirouche Aït Hamouda. Certains des participants ont tenté de convaincre Ahmed Taleb Ibrahimi de prendre la tête d'une transition, puis, face à son renoncement, ont déserté les marches. Enfin, ce courant existe surtout au sein des étudiants de l'Institut d'histoire, et est promu dans les médias.

## Concept

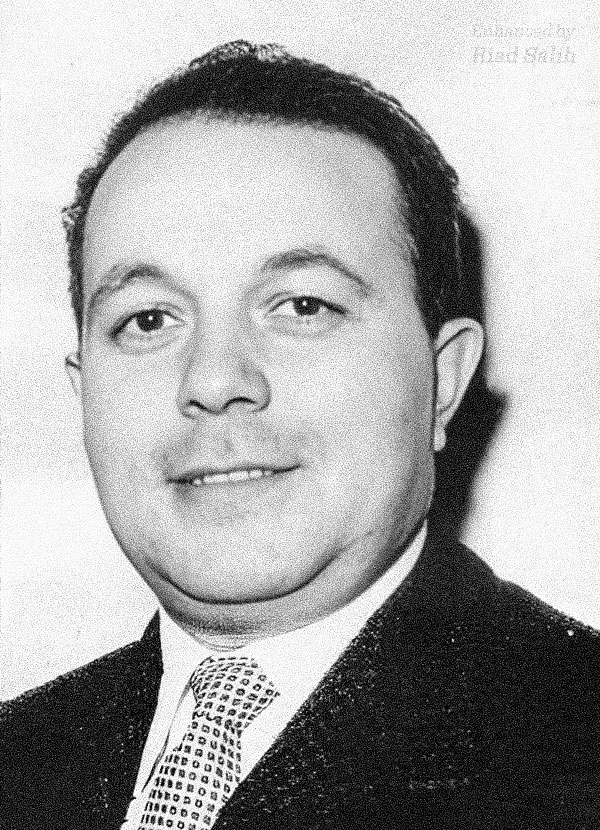
Abane Ramdane, l'artisan du congrès de la Soummam et l'héraut de la primauté du civil sur le militaire, l'une des revendications phares du Hirak qui le scandait en arabe : « dawla madania mashi ‘askaria »

Selon le sociologue Nacer Djabi, la badissia novembria, expression d’un « nationalisme retardataire » est le produit du télescopage de deux réalités éloignées. Faisant référence à Abdelhamid Ben Badis, fondateur en 1931 de l’Association des oulémas musulmans algériens (AOMA) et à ses disciples, le qualificatif badissia évoque un mouvement religieux réformiste qui place l’Islam et la langue arabe au cœur de l’identité nationale sans pour autant soutenir l’insurrection national de novembre 1954 contre la colonisation française. Par ailleurs, badissi désignait à l'origine un adepte de Ben Badis interdisant à son épouse de visiter les mausolées de saints soufis. La Novembria, quant à elle, renvoie à l'insurrection national de novembre 1954, légitimant la lutte armée. Les deux termes expriment ainsi des visions peu compatibles de la question nationale. Leur association, à l’instar des profils esquissés côte-à-côte d’Abdelhamid Ben Badis et de Larbi Ben M'hidi, ce dernier est l'une des figures du déclenchement de l'insurrection national.
Le principe de la « primauté du civil sur le militaire », actée au Congrès de la Soummam en 1956 est l'un des principaux mots d’ordre, massivement revendiquée durant les marches populaires du hirak sous le slogan en arabe « dawla madania mashi ‘askaria » (en français : État civile et pas militaire) en confrontation frontale avec un autre nouveau mot d’ordre qui est la badissia novembria qui cherche à rétablir le pouvoir du militaire incarné à l'époque par le chef d’État-Major Ahmed Gaïd Salah sur le civil, avec la caution des islamistes réformistes, “ modérés ” sensibles à l’idée d’une alliance qui les affranchirait de leur identité historique contre-révolutionnaire.
Dans cette vision univoque, la cible privilégiée de la badissia novembria est la dimension culturelle, historique, identitaire, et linguistique amazighe. Caricaturée, diabolisés et surtout soupçonnée de séparatisme. Avec la montée au créneau des islamistes sur la question amazigh s’inscrit dans la suite du Hirak, lors duquel l’ancien chef d’État-major de l’armée, disparu en décembre 2019, avait lancé une véritable chasse contre les porteurs du drapeau amazigh lors des manifestations. Des dizaines de porteurs de ce drapeau ont été arrêtés par les services de sécurité et condamnés à des peines de prison après l’essoufflement du mouvement. Ahmed Gaïd Salah avait ainsi semblé encourager les attaques de plus en plus décomplexées dont fait l’objet l’identité amazighe.

## Critiques
Salah Goudjil, président du Conseil de la nation (Sénat) depuis avril 2019, critique à plusieurs reprises le Badissia novembria : « Quand on dit novembre est badissi, ont ment à l’histoire. Novembre c’est novembre, il n’appartient à personne ». Il est soutenu en cela par le Conseil de la nation,.
De même en 2023, Nordine Aït-Hamouda, deux ans après sa libération de prison de 2021, parle de « la grande supercherie Badissia-Novembria ». Ainsi, il critique ceux qui veulent empécher le développement du tamazight alors que la Constitution l’a instauré comme langue nationale et officielle. Il considère qu'il « n’est pas anodin que la plupart des animateurs embusqués dans les réseaux sociaux soient d’obédience islamiste et inféodés aux officines intégriste ». Il demande aux Algériens de combattre le Badissia novembria.

## Médias
Cette idéologie s'est amplifiée à travers les chaines de télévision et dans les réseaux sociaux, des comptes anonymes, parfois bien structurés, diffusent des discours d'intolérance voire haineux en toute impunité. Face à cette escalade, les institutions restent laxistes, qui laisse ce discours s’installer durablement dans le débat public, loin d’être marginal, gagne en audience, faute de débat contradictoire ou de sanction.

## Figures notoires de Badissia novembria
Parmi les figures qui alimentent le discours de ce courant :

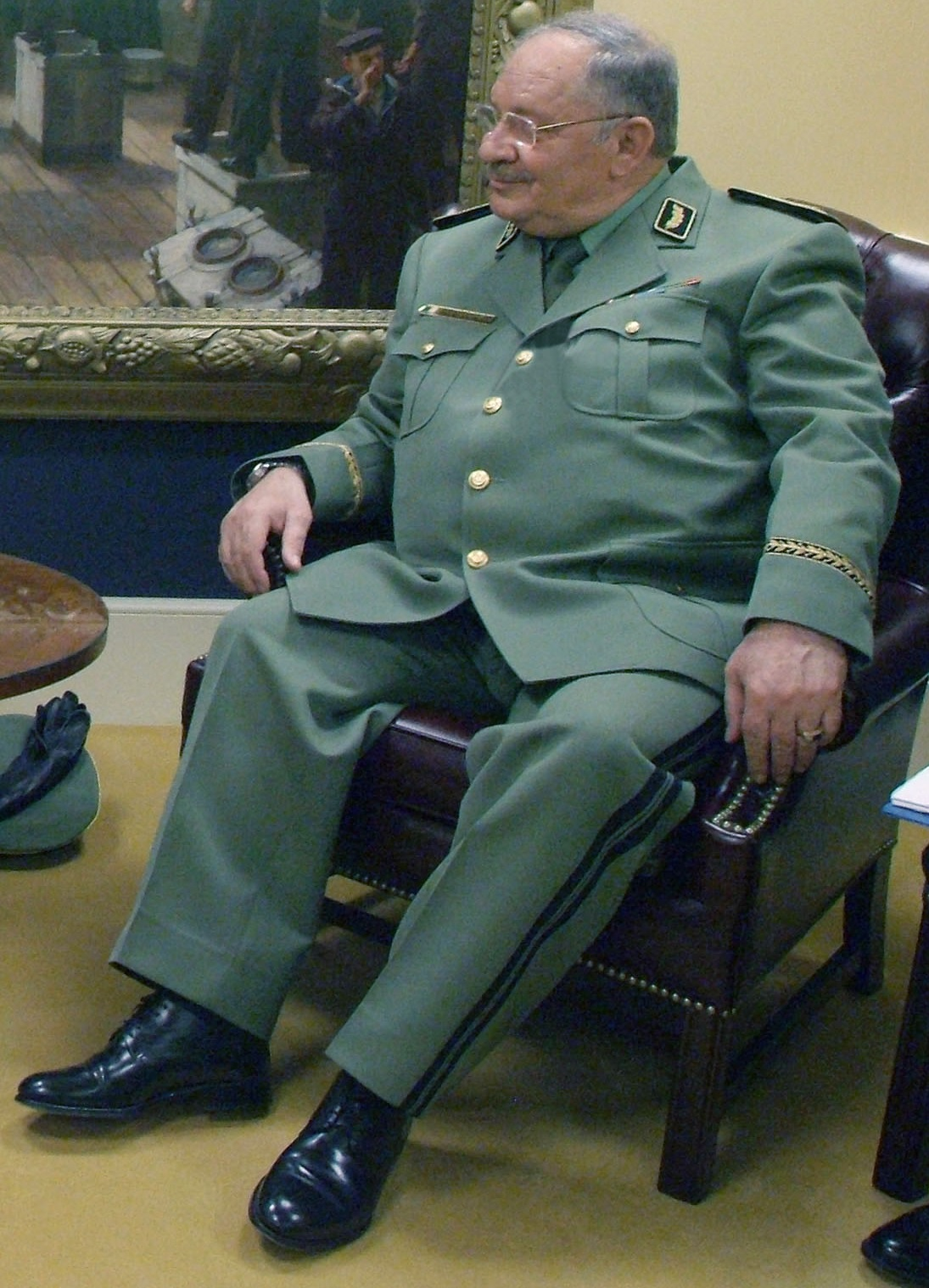
Le général Ahmed Gaïd Salah, ses orientations politiques vont dans le sens du discours de la Badissia novembria.

- Le général Ahmed Gaïd Salah, chef d'État-Major de l'Armée nationale populaire jusqu'à son décès en décembre 2019, aurait favorisé les critiques de l’identité amazighe mené par le courant idéologique badissia novembria[10]. De même, les généraux Abdelhamid Ghriss, secrétaire général du ministère de la Défense nationale de septembre 2018 à mars 2021, et Wassini Bouazza, responsable de la Coordination des services de sécurité algérienne d'avril 2019 à avril 2020, sont réputés appartenir au mouvement Badissia novembria[11],[7],[12]. En juillet 2021, un article d'El Watan mentionne un lien direct entre ce mouvement et des hauts gradés de l'Armée nationale populaire, lors d’une procédure judiciaire concernant justement Abdelhamid Ghriss, arrêté pour — nonobstant des faits de corruption — avoir été un « acteur important » de la « guerre électronique » menée sous l'étiquette Badissia-novembria[7].

- Mohamed El-Amine Belghit, professeur en histoire, est remarqué pour ses attaques contre la langue amazighe et la mémoire concernant la  Kabylie. Révisionniste et réactionnaire, il conteste le rôle essentiel joué par cette région  dans la guerre de libération, allant jusqu’à déprécier le congrès de la Soummam et l’engagement de ses grandes figures dont Abane Ramdane. Dans les médias Mohamed Amine Belghit définie tamazight comme un « produit d’un complot franco-sioniste ». Le 3 mai 2025, il est placé sous mandat de dépôt, poursuivi pour « atteinte à l’unité nationale » et « incitation à la haine raciale » après avoir tenu ces propos controversés sur Sky News Arabia, une chaîne émiratie[5],[13]. En juillet 2025, il est condamné à 5 ans de prison pour « atteinte à l’unité nationale » [14].

- Abdelkader Bengrina, président du mouvement El-Bina et proche du courant badissia-novembaria, ne condamne pas les déclarations de Mohamed Amine Belghit et sollicite le président Abdelmadjid Tebboune pour obtenir sa liberté[15].

- Naima Salhi, autre figure importante de ce discours, présidente islamiste du petit Parti de l’équité et de la proclamation (PEP). En novembre 2022, elle est condamnée à deux peines de prison d'une durée de six mois chacune pour « incitation à la haine raciale » et « atteinte à l'unité nationale ». Elle est également poursuivie pour « appel au meurtre » envers la Kabylie[16],[17].

- Noureddine Khettal, journaliste et activiste, partisan du courant badissia novembria, ses propos ont été plusieurs fois qualifiés de racistes[réf. nécessaire]. Un dépôt de plainte est déposé en septembre 2020 par la famille de Lounès Matoub via la fondation qui porte le nom de ce chanteur, deux plaintes sont déposées aussi pour d'autres accusations : « atteinte à la mémoire de Lounes Matoub », et « diffamation et accusations mensongères»[5],[18].

## Analyses
En juin 2019, dans le média El Watan, le sociologue Nacer Djabi estime que l'idéologie du badissia novembria met en avant un « nationalisme retardataire » et se rapproche de l'extrême droite européenne. Pour Rabah Lounici, chercheur en histoire, des membres des autorités algériennes sont à la manœuvre dans la mise en avant du badissia novembria.
Le Monde, dans un article de septembre 2023 intitulé : Le Maghreb en proie aux fièvres identitaires, relève des similitudes entre le badissia novembria algérien, le mouvement Moorish marocain et le postionnement du président tunisien, Kaïs Saïed. Les journalistes du Monde s'interrogent sur  « l’émergence d’une extrême droite au Maghreb », mais cette notion est d'abord marquée par son « eurocentrisme ». Pour l'universitaire Karima Dirèche : « Il s’agit plutôt de nationalismes exacerbés qui peuvent devenir ultra-exclusifs dans leur rejet de toute forme d’altérité ». L'éditeur Amar Ingrachen considère pour sa part que l'État algérien ; « sous-traite la gestion de la société à cette obédience arabo-islamique qui dicte sa loi dans tous les domaines, notamment la culture et l’éducation ».